# Truganini
Truganini (c. 1812 – 8 de maig de 1876) fou una dona considerada l'última aborigen de Tasmània (Palawa) de sang pura.
Hi ha diverses maneres de pronunciar el seu nom, incloses Trugernanner, Trugernena, Trugannini, Trucanini, Trucaminni, i Trucaninny. Truganini també fou coneguda pel sobrenom Lalla(h) Rookh.

## Primers anys
Truganini va néxier en 1812 a Bruny Island (Lunawan-na-Alonna en la llengua aborigen local), al sud de la capital de Tasmània, Hobart, i separada de l'illa de Tasmània pel canal D'Entrecasteaux. Era filla de Mangana, cap de la gent de Bruny Island. El seu nom era la paraula que donava la tribu per descriure l'Atriplex cinerea. En 1835 va adoptar el nom que li va donar George Augustus Robinson, 'Lalla(h) Rookh' nom indígena que vol dir 'última supervivent del [seu] clan'. Truganini va créixer en la tragèdia, la seva mare biològica fou assassinada per baleners, ella mateixa fou violada anys més tard per baleners mentre el seu primer promés era assassinat quan intentava auxiliar-la, i en 1828, la seva madrastra i dues germanes, Lowhenunhue i Maggerleede, foren abduïdes per convictes i dutes a Kangaroo Island, a Austràlia Meridional on foren venudes com a esclaves.
Quan el tinent-governador George Arthur arribà a la Terra de Van Diemen en 1824, va posar en pràctica dues polítiques per fer front al creixent conflicte entre els colons i els aborígens. En primer lloc, es van atorgar recompenses per la captura dels adults i nens aborígens, i en segon lloc va realitzar un esforç per establir relacions amistoses amb els aborígens per tal d'atreure'ls a campaments. La campanya va començar a Bruny Island, on hi havia hagut un menor nombre de les hostilitats que en altres parts de Tasmània.

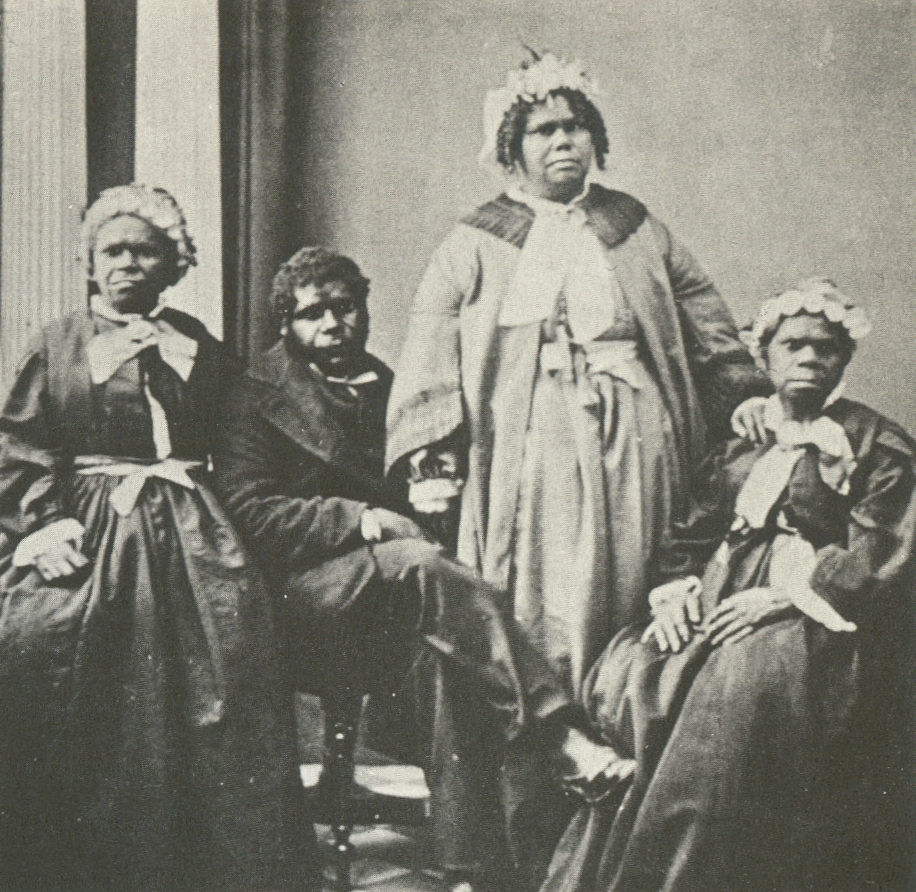
Truganini, asseguda a la dreta

En 1830, George Augustus Robinson, el Protector d'Aborigins, traslladà Truganini i Woorrady a Flinders Island amb els darrers aborígens de Tasmània supervivents (potser un centenar). L'objectiu declarat de l'aïllament era salvar-los, però molts del grup van morir a causa de la grip i altres malalties. Truganini també va ajudar Robinson amb un assentament d'aborígens del continent a Port Phillip en 1838. Després de viure uns dos anys al voltant de Melbourne esdevingueren foragitats, robant als colons de Dandenong abans de dirigir-se a Bass River i després a Cape Paterson on membres del seu grup assassinaren dos baleners a la cabana de Watsons després de disparar i ferir altres colons de la zona. Després d'una llarga persecució els responsables dels assassinats foren capturats i enviats a Melbourne, on foren jutjats i penjats de la forca. Truganini fou ferida al cap d'un tret, i quan el seu grup fou enviat a Melbourne fou curada pel Dr. Hugh Anderson de Bass River. Després del judici fou enviada a Flinders Islans. En 1856 els pocs aborígens de Tasmània supervivents a l'illa Flinders, inclosa Truganini, foren enviades a l'assentament d'Oyster Cove, al sud de Hobart.

## Darrers anys i llegat
Les històries orals de Truganini informen que després d'arribar al nou assentament de Melbourne i separar-se de Robinson, va tenir una nena anomenada Louisa Esmai amb John Shugnow o Strugnell a Point Nepean, Victoria. A més, Truganini era descendent sanguínia de les tribus de la Nació Kulin de Victòria. De fet, van amagar al nen de les autoritats que caçaven Truganini. Després que Truganini va ser capturada i exiliada, la seva filla Louisa va ser criada en la Nació Kulin. Louisa es va casar amb John Briggs i va supervisar l'orfenat de la reserva aborigen Coranderrk quan va ser administrat per líders Wurundjeri, incloent Simon Wonga i William Barak. Segons un informe a The Times més tard es casà amb un tasmani conegut com a "King Billy" qui va morir el març de 1871. Pel 1873 Truganini era l'única supervivent del grup d'Oyster Cove, i novament fou traslladada a Hobart. Va morir tres anys més tard, demanant que les seves cendres fossin llançades al canal de D'Entrecasteaux; tanmateix, fou enterrada a l'antiga Factoria Femenina a Cascades, un suburbi de Hobart. En dos anys, el seu esquelet fou exhumat per la Royal Society of Tasmania i exposat en un museu. Finalment l'abril de 1976, en commemoració del centenari de la seva mort, les restes de Truganini foren incinerats i les cendres escampades segons la seva última voluntat.
Truganini sovint és considerada l'última aborigen de Tasmània de sang pura parlant d'una llengua tasmana. The Companion to Tasmanian History detalla tres dones aborígens de Tasmània de sang pura, Sal, Suke i Betty, que vivien a l'illa Kangaroo a Austràlia Meridional a finals de la dècada de 1870 i les tres sobrevisqueren Truganini. També hi havia aborígens de Tasmània vivint a l'illa Flinders i a l'illa Lady Barron. Fanny Cochrane Smith (1834–1905), sobrevisqué Truganini 30 anys i en 1889 fou reconeguda oficialment com l'última aborigen de Tasmània de sang pura. Smith va gravar cançons en la seva llengua nadiua, les úniques gravacions d'àudio que existeixen d'una llengua de Tasmània.
El 1997 el Museu Memorial Royal Albert, Exeter, Anglaterra, retornà el collaret i el braçalet de Truganini a Tasmània. En 2002 es va trobar restes del seu cabell i de la seva pell a la col·lecció del Royal College of Surgeons of England i retornat a Tasmània per a ser enterrat.